# Alfredo Chabrolín
Alfredo Luis Chabrolín, a volte riportato come Chambrolín (fl. XX secolo), è stato un calciatore argentino, di ruolo centrocampista.

## Caratteristiche tecniche
Giocava come mediano destro.

## Carriera

### Club
Chabrolín debuttò nel Newell's Old Boys nella stagione 1920: su 18 gare di Copa Intendente Nicasio Vila ne disputò 15. Fin dalla sua prima annata al club fu titolare nel ruolo di mediano destro; nel 1921 assommò 17 gare in Copa Nicasio Vila, nel 1922 ne giocò 12 e segnò il suo primo gol; nel 1923 le presenze furono 14. Nel 1924 registrò 11 apparizioni; seguirono poi le due annate con più presenze della sua carriera, quella del 1925 (22 incontri) e quella del 1926 (25 incontri, 1 gol). Proseguì in Copa Vila fino a metà 1931: la competizione fu infatti interrotta, quell'anno, poiché la Liga Rosarina de Fútbol decise di introdurre il professionismo nel calcio di Rosario, creando la Asociación Rosarina de Fútbol e istituendo il Torneo Gobernador Luciano Molinas quale nuova competizione cittadina. Alla sua prima stagione da professionista Chabrolín mise a referto 13 presenze; si ritirò l'anno successivo dopo aver giocato 14 gare.

### Nazionale
Nel 1922 fu convocato per il Campeonato Sudamericano: in tale competizione esordì il 28 settembre contro il Cile a Rio de Janeiro, in quello che fu anche il suo debutto assoluto in Nazionale. Giocò poi contro l'Uruguay (8 ottobre), contro il Brasile (15 ottobre) e contro il Paraguay (18 ottobre), sempre da mediano destro titolare. Il 25 maggio 1924 giocò a Montevideo l'incontro con l'Uruguay valido per la Copa Newton.

## Statistiche

### Presenze e reti nei club
| Stagione        | Squadra           | Campionato      | Campionato | Campionato | Coppe nazionali | Coppe nazionali | Coppe nazionali | Totale | Totale |
| Stagione        | Squadra           | Comp            | Pres       | Reti       | Comp            | Pres            | Reti            | Pres   | Reti   |
| --------------- | ----------------- | --------------- | ---------- | ---------- | --------------- | --------------- | --------------- | ------ | ------ |
| 1920            | Newell's Old Boys | CNV             | 15         | 0          | CHBA            | 3               | 0               | 18     | 0      |
| 1921            | Newell's Old Boys | CNV             | 17         | 0          | CI              | 1               | 0               | 18     | 0      |
| 1922            | Newell's Old Boys | CNV             | 12         | 1          | CE+CI           | 0+2             | 0+0             | 14     | 1      |
| 1923            | Newell's Old Boys | CNV             | 14         | 0          | -               | -               | -               | 14     | 0      |
| 1924            | Newell's Old Boys | CNV             | 11         | 0          | CE              | 4               | 0               | 15     | 0      |
| 1925            | Newell's Old Boys | CNV             | 22         | 0          | CE              | 2               | 0               | 24     | 0      |
| 1926            | Newell's Old Boys | CNV             | 25         | 1          | -               | -               | -               | 25     | 1      |
| 1927            | Newell's Old Boys | CNV             | 13         | 0          | CS              | 4               | 0               | 17     | 0      |
| 1928            | Newell's Old Boys | CNV             | 18         | 0          | -               | -               | -               | 18     | 0      |
| 1929            | Newell's Old Boys | CNV             | 19         | 1          | -               | -               | -               | 19     | 1      |
| 1930            | Newell's Old Boys | CNV             | 15         | 0          | -               | -               | -               | 15     | 0      |
| 1931            | Newell's Old Boys | CNV+TLM         | 8+13       | 3+0        | TE              | 2               | 0               | 23     | 0      |
| 1932            | Newell's Old Boys | TLM             | 14         | 1          | -               | -               | -               | 14     | 1      |
| Totale carriera | Totale carriera   | Totale carriera | 216        | 6          |                 | 18              | 0               | 234    | 6      |

## Palmarès

### Club

#### Competizioni nazionali
- Copa Nicasio Vila: 3

Newell's: 1921, 1922, 1929